# Chiesa di San Giovanni Battista (Saviore dell'Adamello)
La chiesa di San Giovanni Battista è la parrocchiale di Saviore dell'Adamello, in provincia e diocesi di Brescia; fa parte della zona pastorale dell'Alta Val Camonica. 

## Storia
Già nel XI secolo esisteva a Saviore dell'Adamello una chiesa battesimale, alla quale era stata concesso di amministrare i sacramenti al posto della pieve di San Siro di Capo di Ponte.
Nel Catalogo queriniano, risalente al 1532, si legge che la chiesa saviorese aveva un beneficio di 30 Ducati e che era retta da un sacerdote originario della Valtellina; dalla relazione della visita pastorale del 1580 dell'arcivescovo di Milano Carlo Borromeo s'apprende che il reddito ammontava a circa 100 aurei, che a servizio della cura d'anime era preposto il solo parroco, che i fedeli erano 1100, che nella parrocchiale, che aveva alle dipendenze l'oratorio di Santa Maria in località Ponte, si trovavano tre altari, ovvero quello maggiore e quelli laterali di Sant'Antonio e della Concezione della Beatissima Vergine e avevano sede le scuole del Santissimo Sacramento e di Sant'Antonio.
La nuova parrocchiale venne edificata nel 1604; nel 1702 il vescovo Daniele Marco Dolfin, compiendo la sua visita, trovò che la parrocchia godeva d'un reddito di 120 scudi, che a reggere la cura d'anime vi erano il parroco e altri tre sacerdoti, che i fedeli ammontavano a 420 e che la parrocchiale, in cui erano istituite le scuole del santissimo Sacramento, del Rosario e della Beata Vergine, aveva come filiale l'oratorio di Sant'Antonio di Padova.
Nel 1852 venne eretto il campanello, mentre nel 1969 fu risistemato il tetto; il 14 aprile, come stabilito dal Direttorio diocesano per le zone pastorali, la chiesa passò dalla vicaria di Cedegnolo alla neo-costituita zona pastorale dell'Alta Val Camonica.

## Descrizione

### Esterno
La facciata, rivolta a nordovest, della chiesa è spartita da una cornice marcapiano in due registri, entrambi dei quali scanditi da lesene; l'ordine inferiore presenta il portale d'ingresso in granito, mentre quello superiore, coronato dal timpano triangolare, è caratterizzato da una finestra.

### Interno
L'interno dell'edificio è costituito da un'unica navata, in cui sono alloggiati i sei altari laterali, le cui pareti sono scanditi da lesene caratterizzate da capitelli in stile corinzio.
Opere di pregio qui conservate sono la pala raffigurante il Battesimo di Cristo, eseguita da Jacopo Palma il Giovane, e la statua ritraente la Beata Vergine Maria, intagliata dai Ramus.